# Bendokaton Kidul
Bendokaton Kidul is een bestuurslaag in het regentschap Pati van de provincie Midden-Java, Indonesië. Bendokaton Kidul telt 1401 inwoners (volkstelling 2010).